# یواس‌اس لوسر (دی‌یی-۶۸۰)
یواس‌اس لوسر (دی‌یی-۶۸۰) (به انگلیسی: USS Loeser (DE-680)) یک کشتی بود. این کشتی در سال ۱۹۴۳ ساخته شد.